# Orach toju
Orach toju (z karaimskiego: święto sierpa) – karaimskie święto plonów obchodzone w Trokach jesienią, w latach 1929–1938.

## Termin
Święto nie było tożsame z Sukkotem, ani powiązane z kalendarzem religijnym społeczności karaimskiej. Jego data była wyznaczana stosownie do sytuacji, po zakończeniu prac polowych, najczęściej w dzień wolny od pracy.

## Geneza zwyczaju
Zwyczaj orach toju wywodzi się z rodzimych tradycji szamanistycznych Karaimów lub ukształtował się pod wpływem chrześcijańskiego otoczenia i święta dożynek. Pierwszy udokumentowany zapis orach toju pochodzi z notatki prasowej Kuriera Wileńskiego z 1929 roku z depeszy hachana Seraji Szapszały do wojewody wileńskiego.

## Obchody
W dniu orach toju pleciono demat czyli wieniec ze zbóż. Miejscowa starszyzna odbierała demat i zanosiła go do kienesy, gdzie przy akompaniamencie psalmów zawieszano go na ścianie naprzeciwko ołtarza. Po tym odbywało się nabożeństwo dziękczynne, uczta w Karaimskim Domu Gminnym i zabawa taneczna. Wieniec wisiał w kienesie do przyszłorocznego święta. Wieniec wykonany w czasie ostatniego obchodzonego orach toju w 1938 roku wciąż wisi w trockiej kienesie. W zbiórkach na rzecz święta i w jego obchodach brali udział również Karaimi z Wilna i Łucka. W 1934 roku w uroczystościach brała udział Ludmiła Łopatto (pieśniarka rosyjskich romansów), a w 1937 roku burmistrz Trok dr Wacław Zajączkowski, prezes gminy karaimskiej w Haliczu Zachariasz Nowachowicz i profesor Uniwersytetu Warszawskiego Ananiasz Zajączkowski. W 1938 roku wraz z Karaimami z Trok w obchodach wzięli udział Karaimi z Poniewieża (co stało się możliwe dzięki normalizacji stosunków polsko-litewskich).

## Upamiętnienie
Hymny dziękczynne na święto orach toju układał Szymon Firkowicz; tworzył on również wiersze na ten temat. W 2013 roku w ramach polsko-litewskiego projektu zorganizowano sceniczną inscenizację przebiegu święta.